# Richard Gere
Richard Tiffany Gere, född 31 augusti 1949 i Philadelphia, Pennsylvania, är en amerikansk skådespelare.
Gere slog igenom i Hollywood 1982 med sin roll i filmen En officer och gentleman. Han är känd för filmer som American Gigolo, Pretty Woman med Julia Roberts och med Sean Connery och Julia Ormond i Den förste riddaren, musikalen Chicago och dansfilmen Shall We Dance?. Han spelade mot Lena Olin i Mr. Jones och i hennes makes, Lasse Hallström, filmer Bluffen och Hachiko – En vän för livet. 
Han var 2002–2016 gift med skådespelaren Carey Lowell, med vilken han har en son. Gere var tidigare gift med fotomodellen Cindy Crawford (1991–1995).
Gere har sedan länge en buddhistisk livsåskådning och var 1988 en av grundarna av och styrelsemedlemmarna för organisationen International Campaign for Tibet (ICT) för kampen för mänskliga rättigheter och Tibets självständighet från Kina. Han har ett nära samarbete med Dalai Lama. Han stöder också många humanitära engagemang globalt med sin stiftelse, The Gere Foundation.

## Filmografi i urval
- 1977 – Var finns Mr. Goodbar?
- 1978 – Blodsbröder (film, 1978)
- 1978 – Himmelska dagar
- 1979 – Yanks
- 1980 – American Gigolo
- 1982 – En officer och gentleman
- 1983 – Till sista andetaget
- 1984 – Cotton Club
- 1985 – King David
- 1986 – Utan nåd
- 1986 – Power
- 1990 – Misstänkta förbindelser
- 1990 – Pretty Woman
- 1991 – Augustirapsodi
- 1993 – Mr. Jones (även produktion)
- 1993 – Sommersby (även produktion)
- 1993 – Farligt spel
- 1994 – Det bitterljuva livet
- 1995 – Den förste riddaren
- 1996 – Primal Fear
- 1997 – Schakalen
- 1997 – Röd makt
- 1999 – Runaway Bride
- 2000 – Dr. T och kvinnorna
- 2000 – Höst i New York
- 2002 – Chicago
- 2002 – Unfaithful
- 2002 – The Mothman Prophecies
- 2004 – Shall We Dance?
- 2005 – Bee Season
- 2006 – Bluffen
- 2007 – The Hunting Party
- 2007 – I'm Not There
- 2007 – The Flock
- 2008 – Nätterna vid havet
- 2009 – The Prodigy
- 2009 – Amelia
- 2009 – Hachiko - En vän för livet
- 2009 – Brooklyn's Finest
- 2011 – The Double
- 2012 – Bedragaren
- 2013 – Movie 43
- 2014 – Henry and Me (röst)
- 2014 – Time Out of Mind
- 2015 – Hotell Marigold 2
- 2015 – The Benefactor
- 2016 – Oppenheimer Strategies
- 2024 – The Agency (TV-serie)